# نجمة الصليب الكبير للصليب الحديدي
نجمة الصليب الكبير للصليب الحديدي (بالألمانية: Stern zum Großkreuz des Eisernen Kreuzes)‏ كان أعلى وسام عسكري لمملكة بروسيا والإمبراطورية الألمانية. كان يعتبر زخرفة الصليب الكبير للصليب الحديدي.
مُنحت نجمة الصليب الكبير للصليب الحديدي لأبرز الجنرالات الذين أدوا مآثر القيادة لصالح الدولة البروسية والألمانية في وقت لاحق. تم منحه مرتين فقط، بفارق قرن، إلى المشير جبهارد فون بلوخر في عام 1815 لانتصاره على نابليون في معركة واترلو، وإلى المشير بول فون هندنبرج في عام 1918 لانتصاره في معركة تاننبرغ.  تُعرف الجائزة عادةً باسم " Blücher 's Star" ( Blücherstern ) بعد استلامها لأول مرة. 
تلقى بول فون هيندنبورغ الصليب الكبير للصليب الحديدي (9 ديسمبر 1916) الذي أضافه النجمة الذهبية في 25 مارس 1918 (نجمة الصليب الكبير للصليب الحديدي).
في عهد ألمانيا النازية، طلب مارشال الرايخ هيرمان غورينغ نسخة جديدة من الميدالية، يعتزم منحها إلى أدولف هتلر بمجرد أن تفوز ألمانيا في الحرب العالمية الثانية. منذ هزيمة ألمانيا في عام 1945، لم يتم منح الجائزة مطلقًا للمستلم المقصود. بعد انتصار الحلفاء في مايو 1945، استولى الجيش الأمريكي على النموذج الأولي الوحيد المعروف، الذي تم تخزينه في مخبأ. وهي الآن جزء من مجموعة متحف الأكاديمية العسكرية للولايات المتحدة في ويست بوينت، نيويورك. 
- 1813 Star of the Grand Cross of the Iron Cross
- 1914 Star of the Grand Cross of the Iron Cross
- 1939 Star of the Grand Cross of the Iron Cross Prototype